# Thelyphonus wayi
Thelyphonus wayi är en spindeldjursart som beskrevs av Pierre André Latreille 1802. Thelyphonus wayi ingår i släktet Thelyphonus och familjen Thelyphonidae. Inga underarter finns listade i Catalogue of Life.